# Shippagan
Shippagan ist eine kanadische Stadt in der Provinz New Brunswick im Gloucester County. Sie hat auf einer Fläche von 10,02 Quadratkilometern 2580 Einwohner. 2011 betrug die Einwohnerzahl 2603.

## Söhne und Töchter der Stadt
- Hédard Robichaud (1911–1999), Wirtschaftsmanager, Verwaltungsbeamter und Politiker
- Luc Bourdon (1987–2008), Eishockeyspieler

## Einzelnachweise

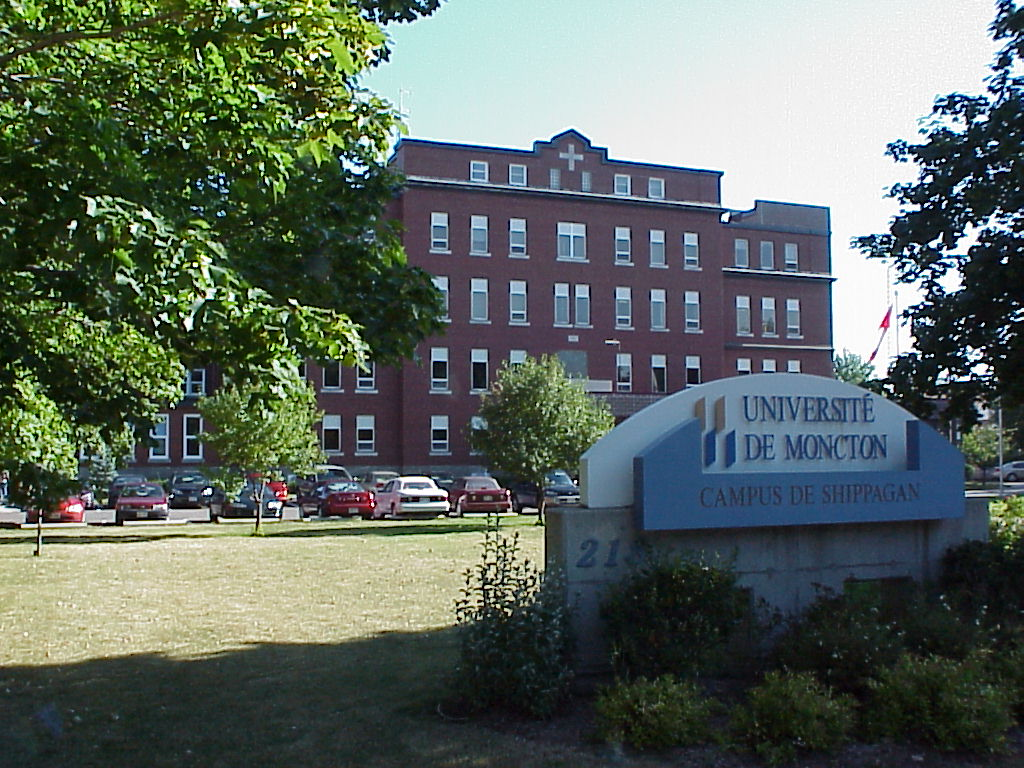
Universität von Moncton in Shippagan